# 체스터 A. 아서
체스터 앨런 아서(영어: Chester Alan Arthur, 1829년 10월 5일 ~ 1886년 11월 18일)는 미국의 21대 대통령(1881~85)이다. 아서는 제20대 대통령 제임스 A. 가필드에 의해 부통령으로 지명되기 전까지 공화당 소속 변호사였다. 그러나 1881년 7월 2일 가필드가 암살되자, 그해 9월 19일에 대통령 직위를 승계하게 되었다.

아서의 대통령 재임 중에 미국은 영국이 요크타운 항복의 100주년을 기념하였으며, 마크 트웨인의 〈허클베리 핀의 모험〉 같은 책들이 발간되었다.
그가 남긴 주목할 만한 업적으로는 펜들턴법 서명을 들 수 있다. 이 법으로 인해 그때까지 미국 정치에 뿌리박혀 있던 관직 사냥문화가 사라지고 실력에 기초한 현대식 행정체계가 확립되었다. 사망 당시 몸무게는 112킬로그램으로 미국 대통령 중 3번째로 뚱뚱했다.

## 어린 시절

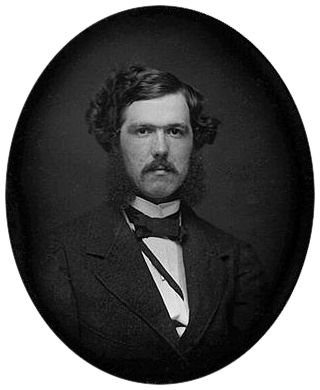
변호사 시절의 아서

버몬트주 페어필드에서 3남 6녀 중에 맏아들로 태어났다. 그의 아버지 윌리엄 아서는 북아일랜드에서 미국으로 건너왔으며, 교사이자 침례교 목사였다. 어머니 맬비아 스톤은 버몬트주 농장 지대에서 자라왔다. 가족은 버몬트 주의 여러 지역에 옮겨다니다가, 뉴욕주의 상부에 정착하였다.
어린 체스터 아서는 좋은 학생이면서 일찍이 정치에 관심을 향상시켰으며, 14세 때에 휘그당의 헨리 클레이를 지지하였다.

### 법률 경력
18세 때에 아서는 유니언 대학교를 졸업하였고, 법학을 공부하기 시작하면서 동시에 학교에서 강의를 하였다. 1854년 뉴욕의 법률 상사의 파트너가 되자, 곧 흑인들을 위한 인권의 방어자로서 알려지게 되었다. 1855년 젊은 변호사로서 뉴욕에서 흑인들이 아무 거리의 차를 탈 수 있는 권리에 승리하였다.

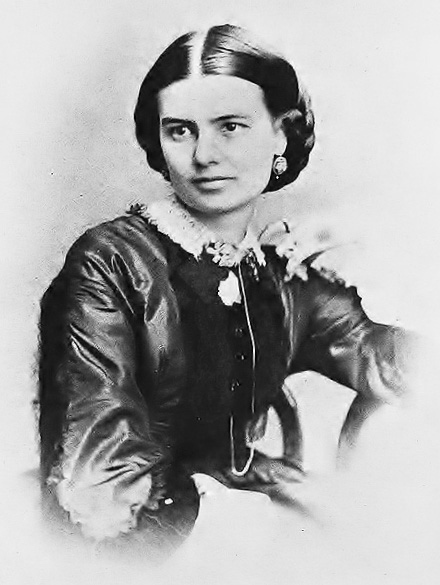
부인 엘렌 아서 여사

## 정치적 경력

### 정치적 발전
1854년 아서는 뉴욕에서 열린 공화당 창당을 이끄는 회의에 참석하였다. 공화당 소속의 에드윈 D. 모건이 1859년에 뉴욕 주지사가 되었고, 아서의 공화당 친구들이 그를 모건 주지사의 직원으로서 자리를 마련해주었다. 모건 주지사는 아서를 준장 계급과 함께 주립 최고 공병대에 임명하였다.
1861년 남북 전쟁이 일어나자 그는 연방 복무를 위한 뉴욕 시민군에 장비의 임무에 넣어졌다. 1862년 초순에는 시민군의 조사 장군에 임명되었다가 후순에 주립 병참감으로 임명되었다.

### 관세청장 시절
1860년대 후반 동안에 아서는 뉴욕주 상원 로스코 콘클링의 협력자가 되었다. 공화당에 입당하기 전, 그는 1871년 율리시스 S. 그랜트에 의해 뉴욕 관세청장으로 임명되었다. 1,000명 이상의 고용주들로 이루어진 관세청은 당시 미국에서 가장 큰 연방 사무소였다. 공식적으로 그는 중요한 임무들의 헌금을 감독하였으나 정치적으로는 당원들에게 크게 일거리를 주면서 공화당을 단단히 하는 데 지위를 썼다.
공화당 주립 협회의 회장이 된 후에 고용주들이 자신들의 월급으로부터 낸 관세들은 공화당의 모금에 쓰였다. 후에 뇌물 증여죄와 부패 혐의로 러더퍼드 B. 헤이스에 의해 해임되었으며 그는 대통령 취임 직전까지 뉴욕주 타머니 홀 계파 소속 중 한 명이었다.

### 1880년 대통령 선거

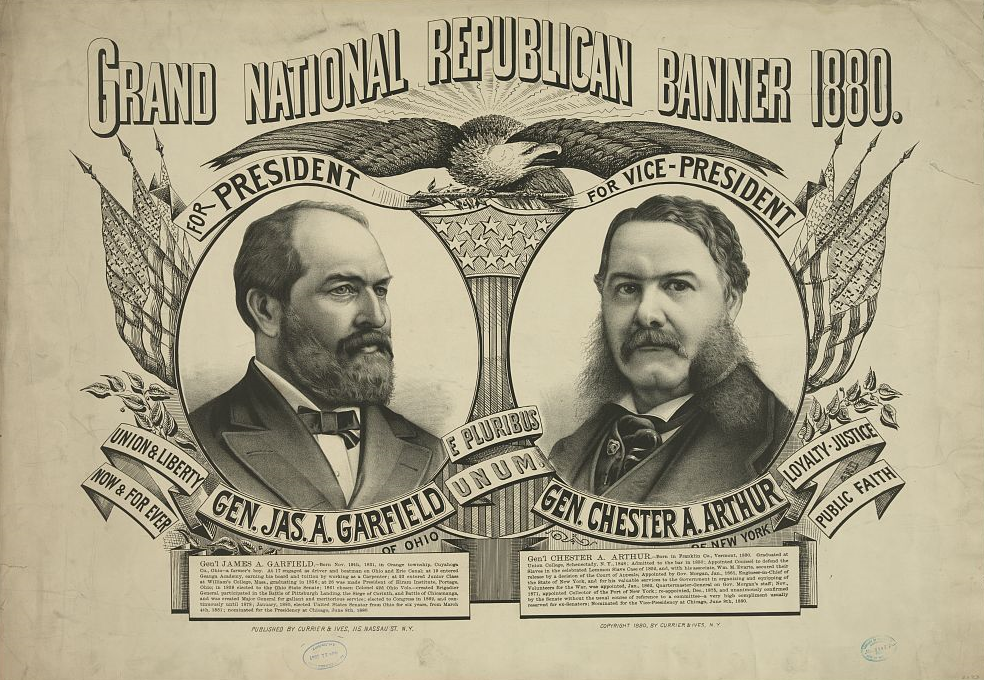
가필드와 아서의 1880년 선거 포스터

1880년에 열린 공화당 국립 회의에서 그랜트의 삼선을 지지하였으나, 오하이오주의 상원 당선자 제임스 A. 가필드를 대통령 후보로 임명하였다. 그러고나서 사절단들은 그랜트의 부하들로부터 지지를 받은 희망에서 아서를 부통령 후보로 임명하였다.
선거에서 가필드와 아서는 민주당의 윈필드 스콧 핸콕 장군과 인디애나주의 전 의원 윌리엄 H. 잉글리시를 꺾었다.

### 가필드와 대립
아서는 자신이 가필드 대통령과 콘클링 상원 사이의 불화에 놓여있다는 것을 찾아냈다. 콘클린 상원은 가필드가 뉴욕에서 모든 연방 임명에 자신을 상의하였다는 것을 요구하였다. 그는 가필드가 콘클링의 정치적 원수 제임스 G. 블레인을 국무 장관으로 임명하고 다른 옛 정치적 상대들을 뉴욕 주의 관세청장에 임명할 때 맹렬해졌다.
콘클링과 다른 뉴욕 주의 상원 토머스 C. 플랫이 둘다 사임하였다. 그들은 자신들이 상원에 재선되는 데 가필드의 그 불찬성을 뉴욕주 의회에 보이도록 요청하였다. 아서는 자신의 친구들을 위한 선거 운동에 의하여 많은 정치적 업저버들에게 충격을 주었으나, 그들은 패하고 말았다.
1881년 7월 2일 가필드가 암살되자, 아서는 9월 20일에 뉴욕에 있는 저택에서 대통령 선서를 하였다.

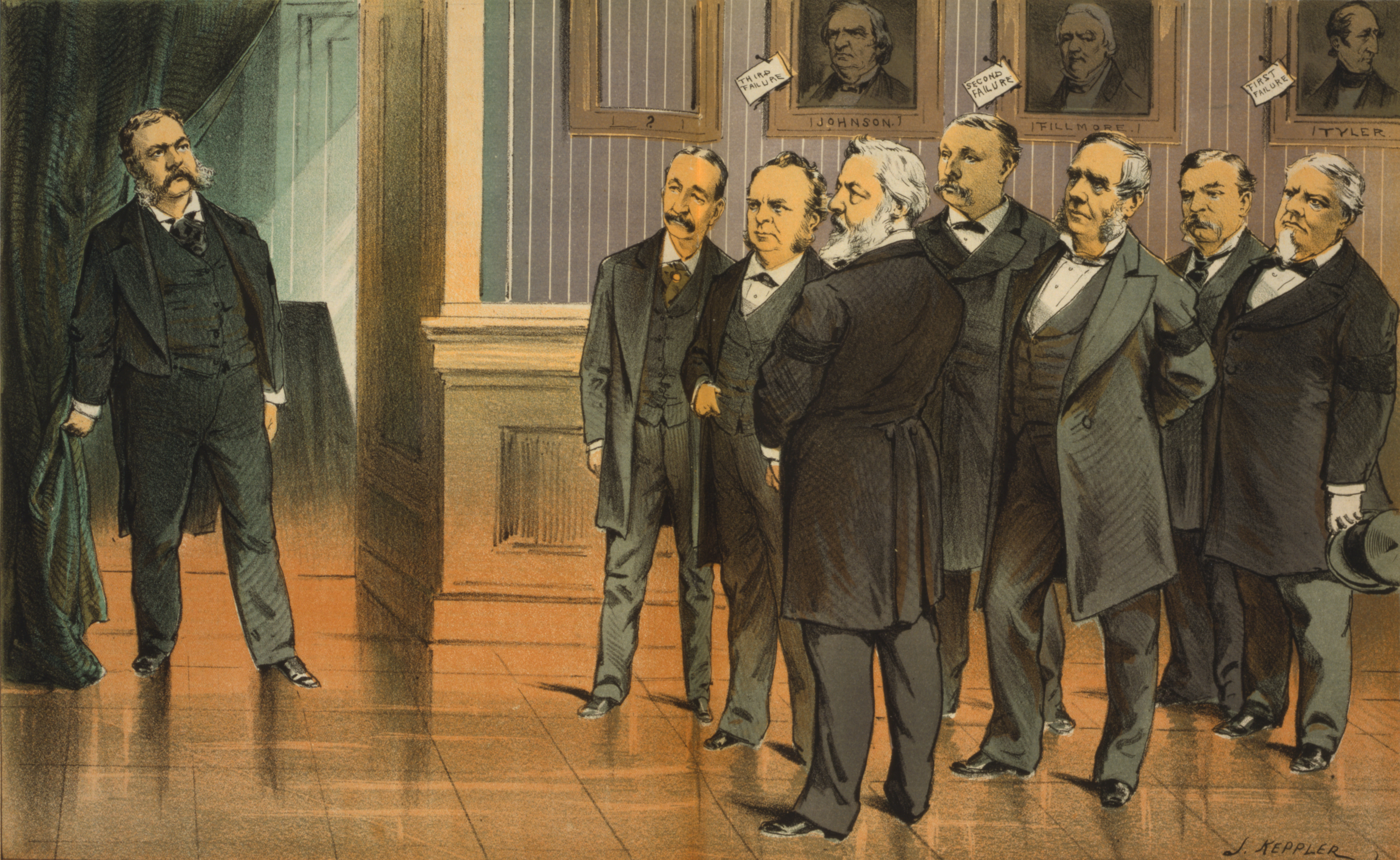
아서와 그의 내각

## 대통령 재임
자신의 대통령으로서 처음의 몇달 동안에 아서는 네바다주의 상원 존 P. 존스의 워싱턴 저택에서 살았다. 1880년 부인 엘렌 여사가 사망하자, 막내 여동생 메리 아서 매켈로이가 백악관의 여주인 노릇을 하였다.

### 공무원 개혁
대부분의 미국인들은 아서를 기계적인 정치인으로 여겼다. 국민들은 그가 공무원 개혁에 반대할 것이라 믿었다. 이 요청에 책임에서 의회는 페들턴법을 통과하여 아서는 1883년 1월 16일 법안에 서명하였다. 그는 법안의 저자 도먼 B. 이튼을 공무원 협회의 회장으로 임명하였다.

### 국간 우편물 운송 루트 사기
가필드의 대통령 재임 중에 아서의 가까운 정치적 협력자 2명이 사기와 함께 고발당하였다. 그들은 우편물 루트를 운영하는 데 비용에 잘못된 계산서에 의하여 돈을 얻은 이유로 고소되었다.
아서는 기소를 새롭게 하였고, 그의 행정부는 유죄 판결을 위한 일을 원기 왕성하게 하였다. 배심원단은 2번의 재판 후에 그들을 사면시켰다. 그러나 우편물 사기는 정지되고 말았다.

### 관세를 위한 투쟁
미국의 소비자들은 아서 행정부에 수입의 낮은 관세로 압박을 가하였다. 1882년에 아서는 관세율을 공부하는 데 위원을 임명하였다. 그것은 날카로운 관세 삭감을 주장하였으나, 의회는 위원회를 무시하고 1883년 환율을 약하게만 낮추는 법률을 통과시켰다.

### 그 밖의 법률 제정
1882년 의회는 18,7433,875 달러를 수로를 위한 향상에 쓰이는 데 공인하였다. 아서는 많은 향상들이 사치스러운 것을 알았고 의안을 거부하였다. 그러나 의회는 아서의 거부권에 의안을 통과시켰다.
에드먼즈 일부다처 반대 법령은 유타주의 예수 그리스도 후기성도 교회를 목표로 삼아 한 남자가 1명 이상의 부인을 가지는 것에 불법으로 만들었다. 의회는 또한 중국인의 이민을 20년 동안 금지시키는 데 의안을 통과시켰다. 그러자 아서는 의안을 거부하면서 중국과의 조약에 폭력을 가하였다고 말하였다. 의회는 중국인의 이민을 정지시키는 데 10년으로 제한시키는 데 의안을 수정시켜 법률이 되었다.(중국인 배척법)
아서는 미국 해군을 근대화시키는 데 어떤 성공들과 싸우기도 하였다.

### 1884년 대통령 선거
아서는 자신의 대통령 임기 도중에 공화당 정책에서 주요 연루를 피하는 데 열심히 일하였다. 그러나 1882년에 그는 자신의 재무 장관 찰스 J. 폴저가 뉴욕 주지사를 위한 경주에서 패한 것에 대하여 핑계를 받았다. 포글러는 민주당의 그로버 클리블랜드에게 패하였다. 아서 행정부에서 계급이 높은 공화당원들은 남부에서 공화당의 힘을 세우는 데 노력하였으나 성과를 조금 밖에 거두지 못하였다.
병에 걸린 이유로 그는 1884년 공화당 대통령 후보에 승리하는 데 도움을 청하는 데 친구들을 조용히 낙담시켰다. 그는 시카고에서 열린 공화당 국립 회의에서 후보를 위한 투표에 3위를 하였다. 전 국무 장관 제임스 G. 블레인이 후보에 임명되었으나, 선거에서 클리블랜드에게 패하였다.

## 이후의 생활
아서는 대통령 직을 떠난 후에 뉴욕으로 돌아왔다. 그의 건강은 착실하게 쇠퇴하였으며, 1886년 11월 18일 뇌출혈로 인해 세상을 떠나고 말았다. 향년 57세.
올버니에 있는 루럴 공동 묘지에서 자신의 부인 옆에 안장되었다.

## 역대 선거 결과
| 선거명      | 직책명        | 대수 | 정당   | 득표율 | 득표수 (선거인단)   | 결과 | 당락               |
| ----------- | ------------- | ---- | ------ | ------ | ------------------- | ---- | ------------------ |
| 1880년 선거 | 미국의 부통령 | 21대 | 공화당 | 48.23% | 4,848,936표 (214명) | 1위  | 미국의 부통령 당선 |

## 같이 보기
- 미국의 대통령 목록